# Athetis longiciliata
Athetis longiciliata là một loài bướm đêm trong họ Noctuidae.